# Agauopsis legionium
Agauopsis legionium is een mijtensoort uit de familie van de Halacaridae. De wetenschappelijke naam van de soort is voor het eerst geldig gepubliceerd in 2005 door Pepato & Tiago.